# ريتشي ريان (سياسي)
ريتشي ريان (بالإنجليزية: Richie Ryan)‏ هو سياسي أيرلندي، ولد في 27 فبراير 1929 في جمهورية أيرلندا. حزبياً، نشط في فاين جايل.

## مناصب
- في انتخابات البرلمان الأوروبي 1979، انتخب عضو في البرلمان الأوروبي عن دائرة دبلن [الإنجليزية]‏ لترشحه ضمن  قائمة فاين جايل، وقد انضم خلال فترته النيابية (16 يوليو 1979 – 23 يوليو 1984)  للكتلة البرلمانية الكتلة البرلمانية لحزب الشعب الأوروبي.
- في انتخابات تكميلية، انتخب نائب دييل عن دائرة دبلن الجنوبية الغربية [الإنجليزية]‏ وقد انضم خلال فترته النيابية ‏ (22 يوليو 1959 – 1 سبتمبر 1961)  للكتلة البرلمانية فاين جايل.
- في الانتخابات العمومية الإيرلندية 1961 [الإنجليزية]‏، انتخب نائب دييل عن دائرة دبلن الجنوبية الغربية [الإنجليزية]‏ وقد انضم خلال فترته النيابية ‏ (11 أكتوبر 1961 – 11 مارس 1965)  للكتلة البرلمانية فاين جايل.
- في الانتخابات العمومية الإيرلندية 1965 [الإنجليزية]‏، انتخب نائب دييل عن دائرة دبلن الجنوبية الغربية [الإنجليزية]‏ وقد انضم خلال فترته النيابية ‏ (21 أبريل 1965 – 21 مايو 1969)  للكتلة البرلمانية فاين جايل.
- في الانتخابات العمومية الإيرلندية 1969 [الإنجليزية]‏، انتخب نائب دييل عن دائرة دبلن الجنوبية المركزية [الإنجليزية]‏ وقد انضم خلال فترته النيابية ‏ (2 يوليو 1969 – 5 فبراير 1973)  للكتلة البرلمانية فاين جايل.
- في الانتاخابات العمومية الإيرلندية 1973 [الإنجليزية]‏، انتخب نائب دييل عن دائرة دبلن الجنوبية المركزية [الإنجليزية]‏ وقد انضم خلال فترته النيابية ‏ (14 مارس 1973 – 25 مايو 1977)  للكتلة البرلمانية فاين جايل.
- في الانتخابات العمومية الإيرلندية 1977 [الإنجليزية]‏، انتخب نائب دييل عن دائرة دبلن راثمينس الغربية [الإنجليزية]‏ وقد انضم خلال فترته النيابية ‏ (5 يوليو 1977 – 21 مايو 1981)  للكتلة البرلمانية فاين جايل.
- في الانتخابات العمومية الإيرلندية 1981 [الإنجليزية]‏، انتخب نائب دييل عن دائرة جنوب شرق دبلن [الإنجليزية]‏ وقد انضم خلال فترته النيابية ‏ (30 يونيو 1981 – 27 يناير 1982)  للكتلة البرلمانية فاين جايل.
- انتخب وزير المالية [الإنجليزية]‏ (14 مارس 1973 – 5 يوليو 1977).
- في انتخابات البرلمان الأوروبي 1984، انتخب عضو في البرلمان الأوروبي عن دائرة دبلن [الإنجليزية]‏ لترشحه ضمن  قائمة فاين جايل، وقد انضم خلال فترته النيابية (24 يوليو 1984 – 18 فبراير 1986)  للكتلة البرلمانية الكتلة البرلمانية لحزب الشعب الأوروبي.